# Адмірал флоту (США)

Прапор адмірала флоту ВМС (США)

Адмірал флоту (США) (англ. Fleet admiral (United States), (FADM) — найвище військове звання вищого офіцерського складу (п'ятизірковий адмірал) у військово-морських силах Збройних сил США. Належить до категорії флаг-офіцерів флоту та у військовій ієрархії займає позицію O-11. У військово-морських силах країни вище за рангом ніж адмірал та нижче за військове звання адмірал ВМС. Звання адмірал флоту присвоюється Конгресом США лише у воєнний час за особливі заслуги у справі захисту країни.

## Адмірали флоту
| # | Фото | Ім'я         | Д. Н.             | Д. С.          | Військова біографія | Дата присвоєння звання |
| - | ---- | ------------ | ----------------- | -------------- | --- | ---------------------- |
| 1 |      | Вільям Легі  | 6 травня 1875     | 20 липня 1959  | американський флотоводець, адмірал американського флоту, учасник іспансько-американської війни, Боксерського повстання, греко-турецької війни, а також окупації Нікарагуа. Служив також під час Першої світової війни. Керівник військово-морськими операціями з 1937 по 1939 року. За часів Другої світової війни радник Президента США Рузвельта. | 15 грудня 1944         |
| 2 |      | Ернест Кінг  | 23 листопада 1878 | 25 червня 1956 | американський флотоводець, адмірал Військово-морських сил США, учасник іспансько-американської війни, Мексиканської революції, зокрема брав участь в окупації Веракруса, бився в Першій та Другій світових війнах. | 17 грудня 1944         |
| 3 |      | Честер Німіц | 24 лютого 1885    | 20 лютого 1966 | американський флотоводець, адмірал Військово-морських сил США, головнокомандувач тихоокеанського флоту США під час Другої світової війни. | 19 грудня 1944         |
| 4 |      | Вільям Голсі | 30 жовтня 1882    | 16 серпня 1959 | американський воєначальник, флотоводець, адмірал Військово-морських сил США, командувач 3-го флоту під час Другої світової війни. | 11 грудня 1945         |